# عمار رويعي
عمار رويعي (9 مارس 1932 في سطيف - 12 نوفمبر 2017) هو لاعب كرة قدم جزائري. بدأ حياته المهنية في الجزائر مع نادي العلمة، وبدأ يلعب مع الفريق الأول في سن الخامسة عشرة. وعند بلوغه 20 سنة، ترك الجزائر وذهب للعب في فرنسا وهو يحلم أن يصبح لاعب كرة قدم محترف، وقع مع فريق مدينة آنماس الذي يلعب في بطولة جهوية في رون ألب، ثم وقع عقده الاحترافي الأول مع نادي بيزانسون الذي ينشط في الدرجة الثانية لبكولة المحترفين الفرنسية في ذلك الوقت. تم تحويله بعد ذلك إلى نادي أنجيه في عام 1957 وبقي هناك حتى عام 1958، وفي هذا العام دعت جبهة التحرير الوطني الجزائرية كل لاعبي كرة القدم الجزائرين للمشاركة في فريق كرة قدم تحت رعايتها، حتى يكون وجه آخر لكفاح الجزائريين من أجل استقلال الجزائر. ورد عمار رويعي إيجابيا على الدعوة، والتحق في 13 أبريل 1958، مع مصطفى زيتوني، وتركا كل شيء للوصول إلى مقر فريق جبهة التحرير الوطني لكرة القدم في تونس عبر إيطاليا.
في عام 1962، بعد استقلال الجزائر، ترك رويعي مكانه منتخب الجزائر لكرة القدم، وقد بلغ 31 عاما بعد مشاركة واحدة في المنتخب. عاد في نفس هذا العام للعب في موسم واحد مع ناديه السابق أنجيه، قبل عودته إلى بلاده لإنهاء مسيرته في كرة القدم كلاعب ليبدأ التدريب مع نادي العلمة ثم جمعية وهران فمولودية وهران ثم اتحاد بلعباس وأخيرا رائد غليزان. كما درب المنتخب الأولمبي الجزائري ونجح بافتكاك الميدالية الذهبية لألعاب البحر الأبيض المتوسط 1975 في النهائي تاريخي ضد فريق فرنسا.

## فريق مولودية وهران
درب عمار فريق مولودية وهران، وقد كان آخر فريق يدربه. ونال برفقته لقب البطولة الجزائرية سنة 1988. وكان الفريق يضم آنذاك لاعبين مشهورين أمثال الدوليين الأخضر بلومي ودريد نصر الدين، وهداف المولودية التاريخي الحبيب بن ميمون ولاعب وسط الميدان الطاهر شريف الوزاني وغيرهم.
واستطاع عمار الوصول بهذا الفريق إلى نهائي كأس إفريقيا للأندية البطلة سنة 1989 لأول مرة في تاريخه. ولكن الفريق ضيع الكأس بملعبه (ملعب أحمد زبانة) أمام فريق الرجاء البيضاوي المغربي بضربات الترجيح بعد تعادل الفريقين.